# Lac Opataca
Lac Opataca är en sjö i Kanada.   Den ligger i regionen Nord-du-Québec och provinsen Québec, i den östra delen av landet, 600 km norr om huvudstaden Ottawa. Lac Opataca ligger 362 meter över havet. Arean är 63 kvadratkilometer. Den sträcker sig 19,7 kilometer i nord-sydlig riktning, och 16,9 kilometer i öst-västlig riktning.
Trakten runt Lac Opataca är nära nog obefolkad, med mindre än två invånare per kvadratkilometer.